# Filaret (Wachromiejew)
Filaret (białorus. Філарэт – Fiłaret; ros. Филарет – Fiłariet; właśc. białorus. Кірыл Варфаламеевіч Вахрамееў – Kirył Varfałamiejevič Vachramiejeŭ; ros. Кирилл Варфоломеевич Вахромеев – Kiriłł Warfołomiejewicz Wachromiejew; ur. 21 marca 1935 w Moskwie, zm. 12 stycznia 2021 w Mińsku) – rosyjski biskup prawosławny. W latach 1978–2013 egzarcha Białorusi z ramienia Rosyjskiego Kościoła Prawosławnego. Po odejściu w stan spoczynku zachował godność egzarchy honorowego.

## Życiorys

### Rodzina
Dziad przyszłego metropolity, Aleksandr Iwanowicz Wachromiejew był kupcem z Jarosławia, w 1913 otrzymał szlachectwo. Ojciec duchownego, Warfołomiej Aleksandrowicz, pracował jako wykładowca Szkoły Muzycznej im. Gniesinych przy Konserwatorium Moskiewskim. Jest autorem podręcznika podstaw teorii muzyki oraz podręcznika śpiewu cerkiewnego, za który otrzymał w swoje 80. urodziny cerkiewny order św. Włodzimierza II stopnia. Nauczycielką w szkole muzycznej była również matka hierarchy, Aleksandra (1903–1981) oraz jego starsza siostra Olga (1925–1997).

### Edukacja i wczesna działalność
Kiriłł Wachromiejew ukończył kolejno szkołę średnią nr 557 (1953) i seminarium duchowne w Moskwie (1957). Uzyskał również średnie wykształcenie muzyczne w klasie śpiewu chóralnego i kontrabasu. Jako jego słuchacz został jednym z hipodiakonów patriarchy moskiewskiego i całej Rusi Aleksego. Wieczyste śluby mnisze złożył jako student II roku Moskiewskiej Akademii Duchownej 3 kwietnia 1959 przed namiestnikiem ławry Troicko-Siergijewskiej archimandrytą Pimenem. Imię zakonne Filaret przyjął na cześć św. Filareta Miłościwego. Święcenia diakońskie przyjął 26 kwietnia 1959 z rąk patriarchy Aleksego w soborze Objawienia Pańskiego w Moskwie.
Równocześnie kontynuował naukę na Akademii Duchownej, którą ukończył w 1961, uzyskując stopień kandydata nauk teologicznych za pracę poświęconą pasterskiej opiece nad duszami wiernych według metropolity moskiewskiego Filareta. Po ukończeniu studiów został zatrudniony na uczelni jako stypendysta profesorski. Prowadził zajęcia z historii zachodnich wierzeń religijnych, a następnie z homiletyki, w Akademii Duchownej oraz w moskiewskim seminarium. Służył w cerkwiach ławry Troicko-Siergijewskiej. 14 grudnia 1961 został wyświęcony na hieromnicha w prywatnej cerkwi św. Filareta Miłościwego na terenie apartamentów patriarszych w ławrze Troicko-Siergijewskiej. Od czerwca 1963 pracował jako inspektor Moskiewskiej Akademii Duchownej, zaś od września – jako kierownik aspirantury (studiów doktoranckich) na uczelni. W tym samym roku otrzymał godność igumena, a następnie archimandryty.
Począwszy od 1961 uczestniczył w działalności zagranicznej Rosyjskiego Kościoła Prawosławnego. Był uczestnikiem zjazdu panprawosławnego na wyspie Rodos w 1963 oraz I, II i V Wszechchrześcijańskiego Kongresu na rzecz Pokoju w Pradze. Był sekretarzem komisji synodalnej ds. jedności chrześcijan oraz uczestniczył w dialogu prawosławno-starokatolickim.

### Biskup
8 października 1965 otrzymał nominację biskupią, zaś 24 października tego samego roku w soborze Trójcy Świętej w Ławrze Aleksandra Newskiego w Petersburgu przyjął chirotonię na biskupa tichwińskiego, wikariusza eparchii leningradzkiej. Po roku przeszedł do służby w eparchii moskiewskiej jako jej wikariusz z tytułem biskupa dmitrowskiego. Został równocześnie rektorem Moskiewskiej Akademii Duchownej. Wykładał w Akademii Nowy Testament.
Wielokrotnie reprezentował Rosyjski Kościół Prawosławny za granicą jako członek delegacji odwiedzających inne Kościoły lub uczestniczących w wydarzeniach międzykonfesyjnych, działał nadal w ruchu na rzecz pokoju. Przyjmował delegacje zagraniczne w Moskiewskiej Akademii Duchownej. 28 listopada 1968 został II zastępcą przewodniczącego Wydziału Zewnętrznych Stosunków Cerkiewnych Patriarchatu Moskiewskiego. Brał udział w Soborze Lokalnym Rosyjskiego Kościoła Prawosławnego w 1971.
We wrześniu 1971 otrzymał godność arcybiskupią, zaś w 1975 został metropolitą. Dwa lata wcześniej Święty Synod wyznaczył go na biskupa berlińskiego i niemieckiego oraz patriarszego egzarchę Europy Środkowej. Urząd ten sprawował przez pięć lat. W 1978 został przeniesiony na katedrę mińską i białoruską. W tym samym roku Synod postanowił uczynić go również egzarchą zachodnioeuropejskim.
Brał udział w przygotowaniach do uroczystości tysiąclecia chrztu Rusi Kijowskiej. W 1981 stanął na czele Wydziału Zewnętrznych Stosunków Cerkiewnych, co oznaczało również wejście do Świętego Synodu Kościoła jako członek stały. Od stycznia do grudnia 1991 był deputowanym ZSRR.

### Działalność na Białorusi
16 grudnia 1989 otrzymał godność egzarchy białoruskiego w związku z powstaniem Egzarchatu Białoruskiego. Zrzekł się wówczas funkcji przewodniczącego Wydziału Zewnętrznych Stosunków Cerkiewnych, zachował natomiast stałe miejsce w Świętym Synodzie Patriarchatu Moskiewskiego. W 1990 zasiadał także w synodalnej komisji biblijnej oraz w komisji ds. współpracy w działaniach na rzecz usuwania skutków katastrofy elektrowni w Czarnobylu. Od 1992 był również, jako egzarcha białoruski, honorowym przełożonym monasteru Zaśnięcia Matki Bożej w Żyrowiczach.
W 1993 stanął na czele nowo utworzonej synodalnej komisji teologicznej, następczyni komisji ds. jedności chrześcijan.
Był deputowanym Rady Najwyższej Białoruskiej SRR oraz
Republiki Białorusi XII kadencji (1990–1995).
W 1988 odznaczony nagrodą im. Bolesława Piaseckiego. 19 listopada 2000 metropolita warszawski i całej Polski Sawa odznaczył go Orderem Świętej Równej Apostołom Marii Magdaleny I stopnia z ozdobami. W 2009 uhonorowany tytułem doktora honoris causa Uniwersytetu Grodzieńskiego.
25 grudnia 2013 odszedł w stan spoczynku. Z uwagi na jego osiągnięcia w służbie duszpasterskiej Święty Synod nadał mu godność honorowego egzarchy Białorusi i pozwolił mu zachować stałe członkostwo w swoim składzie. Zdecydował również, że w czasie nabożeństw metropolita Filaret będzie wspominany tak, jak czynni biskupi.
W grudniu 2020 r. zachorował na COVID-19 i w styczniu roku następnego zmarł. Pochowany na terenie monasteru w Żyrowiczach.

## Odznaczenia

### Świeckie
- Bohater Białorusi (2006)
- Order Ojczyzny III klasy (1998)
- Order Przyjaźni Narodów (2005)
- Order Honoru (2008)
- Order Franciszka Skaryny (2003)
- Medal Franciszka Skaryny (1995)
- Order „Za zasługi dla Ojczyzny” IV klasy (2003)
- Order Przyjaźni (2009)
- Order Przyjaźni Narodów (1985)
- Order Zasługi Polskiej Rzeczypospolitej Ludowej (1987)

### Cerkiewne
- Order Świętego Sergiusza z Radoneża I klasy (2005)
- Order Świętego Serafina z Sarowa I klasy (2005)
- Order Świętego Innocentego Metropolity Moskiewskiego i Kołomieńskiego I klasy (2009)
- Order Świętego Andrzeja Rublowa I klasy (2003)
- Order Świętego Księcia Daniela Moskiewskiego I klasy (1990)
- Order Świętego Włodzimierza II (1969) i I (1971) klasy
- Order Świętego Nestora Kronikarza I klasy (2003)
- Order Grobu Pańskiego II klasy – Prawosławny patriarchat Jerozolimy (1968)
- Order Marii Magdaleny I stopnia – Polski Autokefaliczny Kościół Prawosławny (1985 i 2000)
- Order Cyryla i Metodego I klasy – Kościół Prawosławny Czech i Słowacji (1985)